# Первая Ступень (посёлок)
Первая Ступень (бел. Першая Ступень; до 1951 года — Кожаны) — упразднённый посёлок в Литвиновичском сельсовете Кормянского района Гомельской области Беларуси.
В связи с радиационным загрязнением после катастрофы на Чернобыльской АЭС жители переселены в чистые места.

## География

### Расположение
В 7 км на север от Кормы, в 62 км от железнодорожной станции Рогачёв (на линии Могилёв — Жлобин), в 117 км от Гомеля.

## Транспортная сеть
Транспортные связи по просёлочной, затем автомобильной дороге Корма — Литвиновичи. Застройка редкая, деревянная, усадебного типа.

## История
Основан в начале 1920-х годов переселенцами из соседних деревень на бывших помещичьих землях. В 1931 году жители вступили в колхоз. Согласно переписи 1959 года входил в состав колхоза имени П. М. Лепешинского (центр — деревня Литвиновичи).
1 марта 2012 года посёлок упразднён.

## Население

### Численность
- 1990-е — жители переселены.

### Динамика
- 1959 год — 69 жителей (согласно переписи).
- 1990-е — жители переселены.